# Eutropha flavomaculata
Eutropha flavomaculata är en tvåvingeart som först beskrevs av Oswald Duda 1930.  Eutropha flavomaculata ingår i släktet Eutropha och familjen fritflugor.
Artens utbredningsområde är Sri Lanka. Inga underarter finns listade i Catalogue of Life.